# Ouvinte

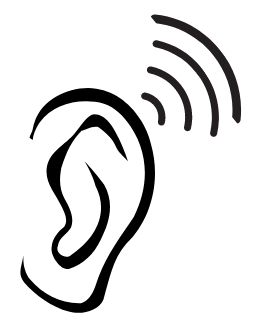
Símbolo de pessoa ouvinte

Na cultura surda, faz parte do senso comum chamar-se ouvinte àquele que ouve e se comunica através do sentido da audição, em contraste com o surdo, que não ouve (total ou parcialmente) e se comunica através dos sentidos visual e tátil.
A linguagem do ouvinte é sustentada através de fonemas, letras e palavras, ou seja, baseada em sons. Enquanto a linguagem dos surdos é sustentada em sinais magnéticos, que são signos linguísticos para os surdos da mesma forma que as palavras são para os ouvintes.
Independente da forma que ocorra o processo de desenvolvimento da comunicação, podendo ser por meio oral auditiva com os ouvintes e na forma gestual com surdos, é a partir dela que o sujeito inicia o processo de construção própria como indivíduo, já que é através da comunicação que têm-se acesso às regras sociais, à crenças, valores e reunião de conhecimentos da cultura à sua volta.
A linguagem tem consequências importantes para a questão da diferença e da identidade cultural. O indivíduo surdo transita entre duas culturas bem diferentes, a cultura surda e a cultura ouvinte (cultura das pessoas que ouvem). O surdo se constitui dentro de um espaço social onde se vê como parte diferente do mesmo, e historicamente, recebe dos sujeitos ouvintes um estereótipo de incapacidade, de deficiência.
A cultura hegemonicamente auditiva da comunicação humana, reflete a dificuldade dos surdos em interagir com os ouvintes. A discriminação histórica resultou em uma segregação dos indivíduos surdos, estimulando a "constituição" de um grupo diferente que também tem uma cultura diferente, a cultura dos surdos.
As identidades surdas e ouvintes apesar de se diferenciarem por uma língua, e terem recebido a rotulação de culturas diferentes, se aproximam pelas culturas locais e regionais de pertencimento.